# Vévoda ze Santángela
Vévoda ze Santángela byl titul poprvé udělený katolickými Veličenstvy 10. března 1497 Gonzalovi Fernándezovi de Córdoba, vojevůdci, jenž se zasloužil při dobývání Granady a vedl Španělsko k vítězství v italských válkách. Jedná se o vítězný titul, který odkazuje na město Città Sant'Angelo nacházející se v provincii Pescara v Itálii.
Titul zanikl po smrti třetího vévody v roce 1578 a byl později rehabilitován Alfonsem XIII. roku 1918 jménem Maríe de la Soledad Osorio de Moscoso, nejlegitimnější potomek posledního vévody a pravnučka infantky Luisy Terezie Španělské.
Současný vévoda Luis María de Casanova-Cárdenas je ženatý s arcivévodkyní Monikou Habsbursko-Lotrinskou, která je druhým potomkem Otty von Habsburka, korunního prince Rakouska, a Reginy Sasko-Meiningenská. Mají spolu 4 děti.

## Vévodové ze Santángela (1497–1578)
- Gonzalo Fernández de Córdoba y Enríquez de Aguilar, první vévoda ze Santángela
- Elvira Fernández de Córdoba y Manrique, druhá vévodkyně ze Santángela
- Gonzalo Fernández de Córdoba y Fernández de Córdoba, třetí vévoda ze Santángela

## Vévodové ze Santángela (od 1918)
- María de la Soledad Osorio de Moscoso y Reynoso, čtvrtá vévodkyně ze Santángela
- Luis María de Casanova-Cárdenas y Barón, pátý vévoda ze Santángela